# 原田駅 (静岡県)

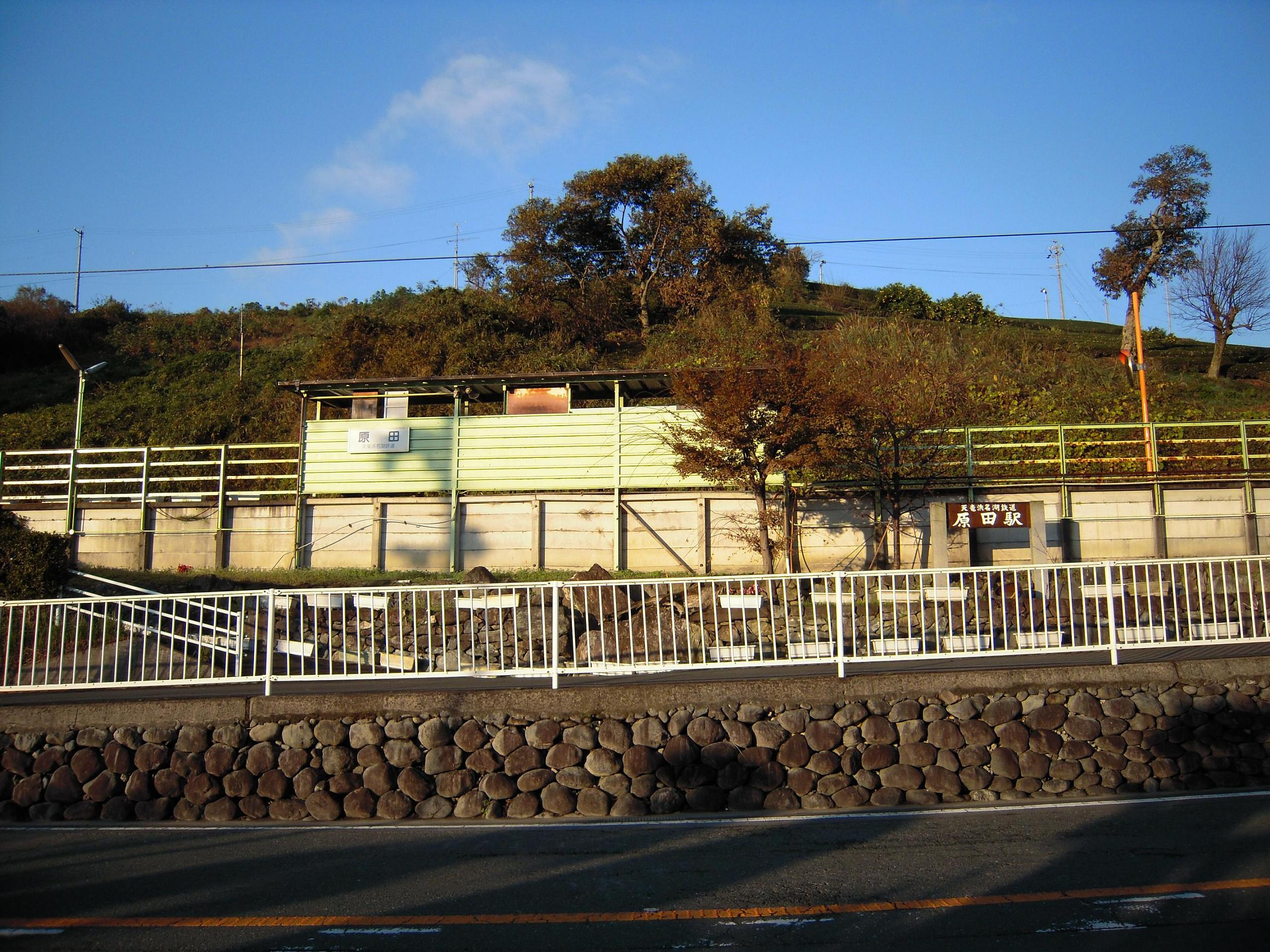
駅前を走る県道より

原田駅（はらだえき）は、静岡県掛川市幡鎌にある天竜浜名湖鉄道天竜浜名湖線の駅である。

## 歴史
- 1988年（昭和63年）3月13日：天竜浜名湖鉄道の駅として新設[1]。

## 駅構造
単式ホーム1面1線を有する地上駅。無人駅である。

## 利用状況
近年の1日平均乗車人員の推移は以下の通り。
| 乗車人員推移 | 乗車人員推移    |
| 年度         | 1日平均乗車人員 |
| ------------ | --------------- |
| 2008         | 34              |
| 2009         | 22              |
| 2010         | 22              |
| 2011         | 63              |
| 2012         | 51              |
| 2013         | 40              |
| 2014         | 26              |
| 2015         | 28              |
| 2016         | 19              |
| 2017         | 17              |
| 2018         | 17              |
| 2019         | 16              |

## 駅周辺
原野谷川と小高い山と田んぼに挟まれ人家が少ないロケーションのため、テレビドラマや映画の撮影に使われることもあったが、最近は周辺に人家も増えて来ている。新東名高速道路森掛川インターチェンジの最寄駅であるため、一部高速バスが接続駅として利用する構想もある。近くに露天がある。
- 加茂荘花鳥園（旧・加茂花菖蒲園）
- 掛川市立原野谷中学校

## 隣の駅
天竜浜名湖鉄道
■天竜浜名湖線
原谷駅 - 原田駅 - 戸綿駅